# True Skov
True Skov er en af Danmarks yngste statsskove og regnes normalt med til de nye Aarhus skove. Den ligger omkring landsbyen True i den vestlige del af Aarhus Kommune mod Hammel og Silkeborg.
De første træer blev plantet i 1994 i et område, der var præget af åbne marker.
Gennem opkøb er det Skov- og Naturstyrelsens plan, at True Skov skal blive 650 hektar, men i 2013 dækker den kun 385 ha.
I 2008 dækker skoven et område vest og syd for True. Jordopkøbene – men foreløbig ikke skoven – omslutter landsbyen Yderup og når frem til Lyngby, Rætebøl og Årslev. Mod vest afgrænses skovarealet stort set af jernbanen Aarhus-Randers og i syd af det nyligt udbyggede (2009) Logistikparken Aarhus, 
med tilknyttede lagerfaciliteter og et stort transportcenter for Salling Group. 
Mod øst danner True Skov sammen med Skjoldhøjkilen en sammenhængende grøn kile ind i Aarhus by.

## Naturen
Skoven ligger på lermuldet landbrugsjord af høj klasse. Her vokser de fleste skovtræer også godt. Enkelte felter er mere sandede.
Der er hovedsageligt plantet danske løvtræarter som eg, ask og bøg. I skovbrynene findes et stort antal arter af danske buske og træer. El, poppel og lærk er plantet som ammetræer. På mindre områder har skovens tilrettelæggere valgt nåletræer som cypres, thuja, ædelgran og skovfyr. Hermed opnås gode skjulesteder for vildt. I et særligt område "Lille Amerika" mellem Østjyske Motorvej (E45) og jernbanen er der plantet amerikanske træarter: douglas, grandis, tsuga, sitka, rødeg og robinia. Langs hjerte-linjerne i forbindelse med kunstværket Vinterens Hjerte, er der plantet taks i 2003. Enkelte steder findes desuden holme med hassel, som bl.a. er plantet med
henblik på at forbedre leveforholdene for hasselmus.
Den karakteristiske skovbundsflora har endnu ikke helt indfundet sig i True Skov, der stadig præges af planter typiske for mark og hegn. Mod syd er skoven forbundet med Årslev Skov og herunder et ældre og modent skovareal. Det forventes, at der med tiden vil indvandre planter herfra.
Faunaen er mere mobil og hurtig til at indfinde sig. Skovdyr som rådyr og ræv har etableret sig, og fuglelivet skifter langsomt fra det åbne lands
fugle (lærker, gulspurve og agerhøns) til skovfugle (løvsanger, skovdue og drossel).
De anlagte damme har flere funktioner. Dels er de ynglepladser for en ny bestand af salamandre, frøer og vandinsekter, der ellers har haft trange kår i det tidligere tørre landbrugsland. Dels er de drikkested for skovens dyr, så de ikke behøver at forlade skoven og risikere at blive kørt ned, og endelig giver dammene også en mere varieret og spændende skov.

## Andre attraktioner
Vinterens hjerte er et globalt IT- og landskabs-kunstværk af Jørn Rønnau, med udgangspunkt i True Skov. Selve hjertet er gjort af en stor basaltblok og placeret i den ældste del af True Skov ved Selkærvej. En anden del er kunstværkets tilknyttede matematiske formel og hjemmeside. Vinterens Hjerte blev indviet i august 2000 af miljøminister Svend Auken.
Ved Lyngby er der efter ønske af den stedlige beboerforening anlagt en kunstig sø for at øge den rekreative værdi i nærområdet. Der er ligeledes oprettet andre mindre damme. I skoven findes desuden flere naturlige søer.
Som noget meget usædvanligt er True Svæveflyveplads 2007 indrettet midt i statsskoven. Den er oprettet af Aarhus Kommune og drives af Århus Svæveflyveklub.

## Adgangsforhold
Skoven gennemskæres af Østjyske Motorvej E45 og flere kommunale biveje som Munkevejen, Baunehøjvej, Espenhøjvej, Selkærvej og Rætebølvej. Der er desuden stiforbindelse fra Lyngbygårdsvej.
Ved Blankhøj er der direkte adgang fra en rasteplads ved motorvejen til skoven. I et indhegnet område er den ene af de to hundeskove i True Skov.
Rideskolen Ryttergården ved Lyngby grænser direkte op til skoven og bruger den som træningsområde, som flere stier bærer præg af.
Busforbindelser: Linje 3A fra Aarhus til True.